# تباين الأخوين ماركوف
في الرياضيات ، تباين الأخوين ماركوف هو تباين مثبت من قبل عالم الرياضيات الروسي آندريه ماركوف للجزء {\displaystyle k=1} و من قبل أخيه الأصغر فلاديمير ماركوف للجزء {\displaystyle k=2,3,\dots }.

## الفرضية
لنفرض أن {\displaystyle P} هو متعدد حدود من الدرجة {\displaystyle \leq n}. إذًا:
{\displaystyle \max _{-1\leq x\leq 1}|P^{(k)}(x)|\leq {\frac {n^{2}(n^{2}-1^{2})(n^{2}-2^{2})\cdots (n^{2}-(k-1)^{2})}{1\cdot 3\cdot 5\cdots (2k-1)}}\max _{-1\leq x\leq 1}|P(x)|.}